# Josimar
Josimar Higino Pereira bekannt als Josimar (* 19. September 1961 in Rio de Janeiro) ist ein ehemaliger brasilianischer Fußballspieler. Er spielte als rechter Verteidiger für u. a. für Botafogo FR und Brasilien.

## Nationalmannschaft
Für Brasilien spielte Josimar zwischen Juni 1986 und November 1989 16-mal. Dreimal wurde er bei der Fußball-Weltmeisterschaft 1986 in Mexiko eingesetzt, wo er eine gute Leistung ablieferte und ins All-Star-Team der WM gewählt wurde. Josimar sprang für den verletzten Stammspieler Édson ein. Josimar schoss zwei Tore, gegen Nordirland und Polen, das 1:0 gegen Frankreich bereitete er vor. Es blieben seine einzigen Länderspieltore. Drei Jahre später gewann er mit Brasilien die Copa America. Hier wurde er nur einmal eingesetzt: Im letzten Spiel des Turniers wurde er in der 86. Minute eingewechselt.

## Nach der aktiven Zeit
Zurzeit ist er Assistenz-Trainer bei Botafogo FR.

## Privates
Josimars Sohn, Josimar Jr., spielte für die Jugendmannschaft von Botafogo FR. Ende 2006 ging er zum Cruzeiro EC und später zum CR Vasco da Gama.

## Erfolge
Nationalmannschaft
- Copa América: 1989
- Rous Cup: 1987

Botafogo
- Staatsmeisterschaft von Rio de Janeiro: 1989

Ceará
- Staatsmeisterschaft von Ceará 1992